# Telchin
Telchin is een geslacht van vlinders van de familie Castniidae, uit de onderfamilie Castniinae.

## Soorten
- T. licus (Drury, 1773)
- T. syphax (Fabricius, 1775)